# ロイヤル・ソブリン (戦列艦・2代)
|                          | |
| 艦歴                     | |
| 建造:                    | ウリッジ工廠 |
| 進水:                    | 1701年7月 |
| その後:                  | 1768年解体 |
| 性能諸元                 | |
| クラス:                  | 1等戦列艦 |
| 全長:                    | 砲列甲板：174ft 6in (53.2m) |
| 全幅:                    | 50ft (15.2m) |
| 喫水:                    | 19ft 10in (6.0m) |
| 機関:                    | 帆走（3本マストシップ） |
| 兵装:                    | 各種口径の砲100門 |
| 性能諸元（1728年再建造） | |
| クラス:                  | 1719年規定の1等戦列艦 |
| 全長:                    | 砲列甲板：174ft (53.0m) |
| 全幅:                    | 50ft (15.2m) |
| 喫水:                    | 20ft (6.1m) |
| 機関:                    | 帆走（3本マストシップ） |
| 兵装:                    | 100門： 上砲列：12ポンド（5kg）砲28門 中砲列：24ポンド（11kg）砲28門 下砲列：42ポンド（19kg）砲28門、 または32ポンド（15kg）砲28門 後甲板：6ポンド（3kg）砲12門 艦首楼：6ポンド（3kg）砲4門 |

ロイヤル・ソブリン (HMS Royal Sovereign) はイギリス海軍の100門1等戦列艦。ウリッジ工廠で1701年7月に進水した。建造には先代の1697年に焼け落ちたロイヤル・ソブリンの資材も利用されている。
ロイヤル・ソブリンの設計は優秀であったので、1719年の寸法規定で100門艦の標準的サイズとして採用された。しかし結果的にこの規定下で建造、あるいは再建造された100門艦はロイヤル・ソブリン自身だけだった。この再建造工事は1724年2月18日に発注され、ロイヤル・ソブリンは1728年9月28日にチャタム工廠で再進水した。
再建造されたロイヤル・ソブリンは1768年に解体されるまで現役であり続けた。